# Arena of Valor

Arena of Valor (chinês: 傳說對決), anteriormente Realm of Valor e depois Strike of Kings, é uma adaptação internacional do jogo eletrônico do gênero multiplayer online battle arena Honor of Kings (chinês: 王者 荣耀). Foi desenvolvido pela TiMi Studios e publicado pela Tencent para Android, iOS e Nintendo Switch para mercados fora da China continental. O projeto envolveu uma equipe de 150 pessoas dividida entre desenvolvimento e operações. Em setembro de 2018, o jogo arrecadou mais de $140 milhões fora da China.
Arena of Valor foi um dos seis jogos de esports apresentados nos Jogos Asiáticos de 2018 e nos Jogos do Sudeste Asiático de 2019. Em 2020 alcançou a marca de 10 milhões de downloads na Play Store.